# Randy Johnson (guard)
Robert Randall Johnson (Rome, 2 de enero de 1953) es un jugador de fútbol americano profesional estadounidense que jugó como guard ofensivo durante dos temporadas con los Tampa Bay Buccaneers de la National Football League (NFL). Jugó fútbol americano universitario para los Georgia Bulldogs, obteniendo el reconocimiento All-American por consenso en 1975. Johnson fue seleccionado por los Seattle Seahawks en la cuarta ronda del draft de la NFL de 1976.

## Primeros años de vida
Johnson participó en fútbol americano, lucha libre, baloncesto, béisbol y atletismo en la escuela secundaria Pepperell High School en Lindale (Georgia). Fue fullback y guardia central de toda el área en fútbol americano. El equipo de fútbol americano tuvo un récord de 9-1 en su último año. Ganó la división de peso ilimitado en el torneo de lucha libre de la escuela secundaria del noroeste de Georgia en 1970 y 1971. Johnson también fue campeón de la Región 7AA en la división de peso ilimitado en 1970. En 1971, fue campeón estatal de lucha libre de la escuela secundaria de Georgia en la división ilimitada. Fue subcampeón del estado en su tercer año. Johnson participó en la competencia estatal de atletismo en disco y lanzamiento de bala en 1971. También fue un jugador destacado en baloncesto y béisbol. Fue incluido en el Salón de la Fama de los Deportes Rome-Floyd en 1977.

## Carrera universitaria
Johnson jugó para los Georgia Bulldogs de 1971 a 1975. Fue redshirted en 1972. Fue titular durante tres años y letterman de 1973 a 1975. Johnson fue nombrado para el equipo All-SEC de Gridiron News y jugó en el Peach Bowl en 1973. Fue nombrado para el equipo All-American de pretemporada, jugó en el Tangerine Bowl y ganó los honores All-SEC de UPI en 1974. Fue nombrado para el equipo All-American de pretemporada, ganó los honores All-SEC de AP y UPI y obtuvo el reconocimiento All-American por consenso en su temporada sénior en 1975. Johnson también fue nombrado Liniero Ofensivo del Año por los Atlanta Falcons. Touchdown Club, Liniero del Año de la Conferencia del Sudeste por el Birmingham Monday Morning Quarterback Club y Liniero Ofensivo Universitario del Año por el 100% Wrong Club. Fue galardonado con el Trofeo de Bloqueo Jacobs por ser el mejor bloqueador de la SEC, el Premio William K. Jenkins como el mejor liniero de Georgia y el Trofeo Conmemorativo Whitworth por el Muscogee County Bulldog Club por ser el liniero más destacado de Georgia en 1975. Fue el capitán ofensivo del equipo de los  Bulldogs de 1975. Johnson también jugó en el Cotton Bowl, el Hula Bowl, el primer Japan Bowl y el Coaches All-America Game en 1975. Tomó clases en Floyd Junior College y luego terminó su título en Georgia en 1984.

## Carrera profesional
Johnson fue seleccionado por los Seattle Seahawks con la elección número 122 en el draft de la NFL de 1976. Fue liberado por los Seahawks en septiembre de 1976 antes del inicio de la temporada de 1976.
Johnson firmó con los Tampa Bay Buccaneers en 1977. Jugó en 22 partidos, uno de ellos como titular, para los Buccaneers entre 1977 y 1978. Sufrió una lesión en la espalda y posteriormente fue liberado por los Buccaneers en 1979.
Johnson firmó con los Edmonton Eskimos de la Canadian Football League (CFL) el 8 de mayo de 1980. El 13 de junio de 1980, se informó que había sido despedido.
Johnson fue luego reclamado de la lista de waivers por los Saskatchewan Roughriders de la CFL. Fue liberado por los Roughriders el 19 de junio de 1980.

## Carrera de entrenador
Johnson trabajó como entrenador asistente de fútbol americano en la escuela secundaria Coosa en Rome (Georgia). También entrenó en la escuela secundaria Pepperell, donde el equipo ganó el campeonato estatal en 1990. Posteriormente, fue entrenador principal en la escuela secundaria Model y luego regresó a Pepperell. Terminó su carrera en Cartersville, donde se jubiló.

## Impostor
Un impostor que decía ser Johnson jugó para los Orlando Americans de la American Football Association en 1981. El impostor era Robert Lee Johnson, quien robó la identidad de Randy Johnson en un esfuerzo por mejorar sus posibilidades de entrar al equipo de los Americans.